# Ice Pirates de Lake Charles
Les Ice Pirates de Lake Charles sont une franchise professionnelle de hockey sur glace ayant joué dans la Western Professional Hockey League de 1997 à 2001. Elle était basée à Lake Charles dans l'État de Louisiane aux États-Unis.

## Histoire
L'équipe des Ice Pirates fait ses débuts dans la Western Professional Hockey League en 1997. L'équipe met fin à ses activités en 2001, la même année que la WPHL.

## Bilan
| Saison    | PJ | V  | D  | DP | BP  | BC  | Pts | Classement             | Séries éliminatoires                                                                  |
| --------- | -- | -- | -- | -- | --- | --- | --- | ---------------------- | ------------------------------------------------------------------------------------- |
| 1997-1998 | 69 | 35 | 28 | 6  | 273 | 280 | 76  | 5es de la division Est | 1-3 Buzzards d'El Paso                                                                |
| 1998-1999 | 69 | 40 | 25 | 4  | 275 | 232 | 84  | 2es de la division Est | 2-0 Stampede de Central Texas 3-1 IceRays de Corpus Christi 1-4 Mudbugs de Shreveport |
| 1999-2000 | 70 | 41 | 25 | 4  | 285 | 222 | 86  | 2es de la division Est | 2-1 T-Rex de Tupelo 0-3 Mudbugs de Shreveport                                         |
| 2000-2001 | 70 | 29 | 36 | 5  | 224 | 276 | 63  | 6es de la division Est | Non qualifiés                                                                         |

## Personnalités

### Entraîneurs
- Dennis Maruk (1997, remplacé durant la saison 1997-1998)
- Bob Loucks (1997-2000)
- Bob Mantha (2000-2001)